# Falcons de l'Air Force
Les Falcons de l'Air Force (en anglais : Air Force Falcons) sont un club omnisports universitaire qui se réfère aux 27 équipes sportives féminines (10) ou masculines (17) représentant l'United States Air Force Academy située à Colorado Springs dans l'État du Colorado.
Ces équipes participent aux compétitions universitaires organisées par la National Collegiate Athletic Association (NCAA) au sein de sa Division I. La majorité des équipes de l'Air Force sont membres de la Mountain West Conference.
La pratique du sport est obligatoire pour les élèves de l'Académie située à une altitude de 2 212 mètres. Le stade de la plupart des sports en salle se trouve à une altitude de 2 158 mètres, et le stade de football américain est à 2 018 mètres.
La présente page est principalement dédiée au traitement du football américain au sein de l'académie militaire.

## Sports représentés
| Hommes (17)                                 | Femmes (11)         |
| ------------------------------------------- | ------------------- |
| Athlétisme †                                | Athlétisme †        |
| Baseball                                    | Basketball          |
| Basketball                                  | Boxe 9              |
| Boxe 9                                      | Cross country       |
| Cross country                               | Escrime 1           |
| Escrime 1                                   | Football (soccer)   |
| Football américain                          | Gymnastique 3       |
| Football (soccer) 6                         | Natation/Plongeon 6 |
| Gymnastique 3                               | Tennis              |
| Golf                                        | Tir 2               |
| Hockey sur glace 4                          | Volley-ball         |
| Lacrosse 5                                  |                     |
| Lutte 8                                     |                     |
| Natation/Plongeon 6                         |                     |
| Tennis                                      |                     |
| Tir 2                                       |                     |
| Water polo 7                                |                     |
| † – Athlétisme en salle et/ou en plein air. |                     |

Une majorité des équipes sportives sont membres de la Mountain West Conference à l'exception de :
1. : Les équipes d'escrime sont membres de la Patriot League de la NCAA ;
2. : Les équipes de tir sont membres de la Patriot Rifle Conference (en) de la NCAA ;
3. : Les équipes de gymnastique sont membres de la Mountain Pacific Sports Federation (en) de la NCAA ;
4. : L'équipe de hockey sur glace est membre de l'Atlantic Hockey America (en) de la NCAA ;
5. : L'équipe masculine de Lacrosse est membre de l'Atlantic Sun Conference de la NCAA ;
6. : L'équipe masculine de football (soccer) et celles de Natation/Plongeon sont membres de la Western Athletic Conference de la NCAA ;
7. : L'équipe masculine de water polo est membre de la West Coast Conference de la NCAA ;
8. : L'équipe masculine de lutte est membre de la Big 12 Conference de la NCAA ;
9. : Les équipes de boxe sont membres de la National Collegiate Boxing Association (en) hors NCAA.

## Origine du surnom
Le terme « Falcon » (faucon en français) a été choisi comme mascotte à la suite d'un vote organisé au sein de la classe 1959, première classe de l'histoire de l'Académie.
La première mascotte vivante a été présentée le 5 octobre 1955 et était appelée « Mach 1 ». Chaque faucon reçoit un nom qui est choisi par un cadet fauconnier. La mascotte actuelle (depuis 2020) est une femelle faucon gerfaut blanche appelée « Nova ».

## Football américain

### Descriptif en début de saison 2024
- Couleurs :   (bleu et argent)

- Dirigeants :
  - Directeur sportif : Nathan Pine
  - Entraîneur principal : Troy Calhoun (en), 18e saison, bilan : 129 - 82  (61,1%)

- Stade
  - Nom : Falcon Stadium
  - Capacité : 46 692
  - Surface de jeu : pelouse artificielle (Turf)
  - Lieu : Colorado Springs, Colorado

- Conférence :
  - Actuelle : Mountain West Conference (Division Mountain, 2013-2022)
  - Ancienne : 
    - Indépendants (1879–1891)
    - Intercollegiate Athletic Association of the Northwest (1892–1893)
    - Indépendants (1955–1979)
    - Western Athletic Conference (1980–1998)

- Internet :
  - Nom site Web : goairforcefalcons.com
  - URL : https://goairforcefalcons.com/sports/football

- Bilan des matchs :
  - Victoires : 436 (55,7%)
  - Défaites : 346
  - Nuls : 13

- Bilan des Bowls :
  - Victoires : 16 (55%)
  - Défaites : 13
  - Nuls : 1

- College Football Playoff : -

- Titres :
  - Titres nationaux : 0
  - Titres de conférence : 3
  - Titres de la division Mountain de la MWC : 3

- Joueurs :
  - Meilleures statistiques individuelles de l'histoire des Falcons (en).
  - Vainqueurs du Trophée Heisman : 0
  - Sélectionnés All-American : 5

- Hymne : Falcon Fight Song (non officiel : « The U.S. Air Force »)
- Mascotte : The Bird (en)
- Fanfare : United States Air Force Academy Drum & Bugle Corp "The Flight of Sound"

- Rivalités :
  - Black Knights de l'Army
  - Midshipmen de la Navy
  - Rams de Colorado State
  - Cowboys du Wyoming
  - Buffaloes du Colorado

### Histoire
Le programme de football américain de l'Air Force est créé en 1955.
Les joueurs des Falcons sont non seulement reconnus par les éclairs situées sur les côtés de leurs casques, mais également par leur attaque à la course qui en est une des meilleures du pays. Depuis que Fisher DeBerry est devenu entraîneur principal des Falcons en 1984, ils ont été classés à 19 reprises sur 21 saisons dans le Top 10 du pays.
La saison 1985 a été la plus réussie de leur histoire. Sous la direction de l'entraîneur Fisher DeBerry (sa deuxième saison à la tête de l'équipe), les Falcons ont terminé la saison régulière avec 11 victoires pour une seule défaite. Provisoirement classés no 4 du pays par l'Associated Press et no 2 par Coaches Poll (en), ils ne manque leur sélection pour la finale nationale qu'à la suite de leur défaite lors de leur avant dernier match joué en déplacement contre les Cougars de BYU (21-28). Ils remportent le Bluebonnet Bowl 1985 joué contre les Longhorns du Texas et sont finalement classés no 8 du pays par l'AP et no 5 par Coaches Poll. Ils terminent ainsi leur saison avec 12 victoires pour une seule défaite.
Ils atteignent également ce bilan au terme des saisons 1998 et 2019 remportant respectivement l'Oahu Bowl 1998 (45-23 contre les Cowboys de Washington) et le Cheez-It Bowl 2019 (31-21 contre les Cougars de Washington State) bien que n'ayant jamais été classés aussi haut par les agences AP et Coaches.
La rivalité avec l'Army et la Navy s'illustre par la mise en jeu, depuis la saison 1972, d'un trophée informel dénommé le « Commander in Chief's Trophy ». Les Falcons ont remporté ce trophée à 21 reprises en 51 éditions contre 16 à la Navy et 9 à l'Army (voir palmarès ci-dessous).

### Falcon Stadium
L'Air Force joue ses matchs de football américain au Falcon Stadium, situé en bas du campus à une altitude 2 018 mètres soit le deuxième stade de NCAA Div. FBS situé le plus en altitude après le War Memorial Stadium des Cowboys du Wyoming.
Avant le début des matchs, le terrain est survolé par les avions de l'United States Air Force dont un F-15 et un B-2.
Inauguré en 1962, sa plus forte assistance a été enregistrée en 2002 lors du match contre Notre Dame avec 56 409 spectateurs.

### Hymnes
L'hymne « The U.S. Air Force » également appelé « The Air Force Song » ou « Wild Blue Yonder » est joué par la United States Air Force Academy Drum and Bugle Corps (en) après chaque touchdown inscrit par l'équipe tandis que le « Falcon Fight Song » est joué après chaque point de conversion de touchdown[réf. nécessaire] :
| The U.S. Air Force | Falcon Fight Song |
| --- | --- |
| « Off we go into the wild blue yonder, Climbing high into the sun. Here they come zooming to meet our thunder, At’em boys, give ‘er the gun! Down we dive spouting our flame from under Off with one helluva roar! We live in fame or go down in flame! Hey! Nothing’ll stop the US Air Force! » | « Fly you Falcons down the field Tear the enemy asunder ! Bare your talons, make them yield Give them all your thunder ! Spread your strong wings wide and high Fight for victory ! Never say die, keep flying high For the Air Force Academy ! » |

### Palmarès
- Saison par saison :

Résultats saison par saison des Falcons de l'Air Force en football américain (en)
- Champions de conférence :

L'air Force a remporté trois titres de conférence dont deux à égalité (†)
| Saison | Conférence                  | Entraîneur          | Bilan global | Bilan de conférence |
| ------ | --------------------------- | ------------------- | ------------ | ------------------- |
| 1985†  | Western Athletic Conference | Fisher DeBerry (en) | 12–1         | 7–1                 |
| 1995†  | Western Athletic Conference | Fisher DeBerry (en) | 8–5          | 6–2                 |
| 1998   | Western Athletic Conference | Fisher DeBerry (en) | 12–1         | 7–1                 |
- Champions de division :

L'air Force a remporté trois titres de conférence dont deux à égalité (†)
| Saison | Conférence                  | Division | Entraîneur          | Finale de conférence           | Finale de conférence           |
| ------ | --------------------------- | -------- | ------------------- | ------------------------------ | ------------------------------ |
| Saison | Conférence                  | Division | Entraîneur          | Adversaire                     | Résultat                       |
| 1998   | Western Athletic Conference | Mountain | Fisher DeBerry (en) | Cougars de BYU                 | G, 20–13                       |
| 2015   | Mountain West Conference    | Mountain | Troy Calhoun (en)   | Aztecs de San Diego State      | P, 24–27                       |
| 2021   | Mountain West Conference    | Mountain | Troy Calhoun (en)   | ~ Utah State a joué la finale. | ~ Utah State a joué la finale. | ~ Utah State a été déclaré vainqueur de division en fonction des critères de départage en cas d'égalité (6-2)
- Commander in Chief's Trophy

L'air Force a remporté 21 fois le trophée (statistiques en fin de saison 2023)
| Équipe          | Nb. | Saisons |
| --------------- | --- | --- |
| Air Force       | 21  | 1982, 1983, 1985, 1987, 1989, 1990, 1991, 1992, 1994, 1995, 1997, 1998, 1999, 2000, 2001, 2002, 2010, 2011, 2014, 2016, 2022 |
| Army            | 9   | 1972, 1977, 1984, 1986, 1988, 1996, 2017, 2018, 2020                                                                         |
| Navy            | 16  | 1973, 1975, 1978, 1979, 1981, 2003, 2004, 2005, 2006, 2007, 2008, 2009, 2012, 2013, 2015, 2019                               |
| Trophée partagé | 4   | 1974, 1976, 1980, 1993, 2021                                                                                                 |

### Bowls
L'Air Force a participé à 30 bowls universitaire, en a remporté 16 pour 13 défaites et 1 nul.
C'est au terme de la saison 1985 qu'ils ont été le mieux classé (no 5 du pays par l'agence Coaches Poll).
| Saison | Bowl                      | Adversaire                       | Résultat | Entraîneur          | Bilan de saison |
| ------ | ------------------------- | -------------------------------- | -------- | ------------------- | --------------- |
| 1958   | Cotton Bowl 1959          | Horned Frogs de TCU              | N, 0–0   | Ben Martin (en)     | 09–0–2          |
| 1963   | Gator Bowl 1963           | Tar Heels de la Caroline du Nord | P, 0–35  | Ben Martin (en)     | 07–4–0          |
| 1970   | Sugar Bowl 1971           | Volunteers du Tennessee          | P, 13–34 | Ben Martin (en)     | 09–3–0          |
| 1982   | Hall of Fame Bowl 1982    | Commodores de Vanderbilt         | G, 36–28 | Ken Hatfield (en)   | 08–5–0          |
| 1983   | Independence Bowl 1983    | Rebels d'Ole Miss                | G, 9–3   | Ken Hatfield (en)   | 10–2–0          |
| 1984   | Independence Bowl 1984    | Hokies de Virginia Tech          | G, 23–7  | Fisher DeBerry (en) | 08–4–0          |
| 1985   | Bluebonnet Bowl 1985      | Longhorns du Texas               | G, 24–16 | Fisher DeBerry (en) | 12–1–0          |
| 1987   | Freedom Bowl 1987         | Sun Devils d'Arizona State       | P, 28–33 | Fisher DeBerry (en) | 09–4–0          |
| 1989   | Liberty Bowl 1989         | Rebels d'Ole Miss                | P, 29–4  | Fisher DeBerry (en) | 08–4–1          |
| 1990   | Liberty Bowl 1990         | Buckeyes d'Ohio State            | G, 23–11 | Fisher DeBerry (en) | 07–5–0          |
| 1991   | Liberty Bowl 1991         | Bulldogs de Mississippi State    | G, 31–15 | Fisher DeBerry (en) | 10–3–0          |
| 1992   | Liberty Bowl 1992         | Rebels d'Ole Miss                | P, 0–13  | Fisher DeBerry (en) | 07–5–0          |
| 1995   | Copper Bowl 1995          | Red Raiders de Texas Tech        | P, 41–55 | Fisher DeBerry (en) | 08–5–0          |
| 1997   | Las Vegas Bowl 1997       | Ducks de l'Oregon                | P, 13–41 | Fisher DeBerry (en) | 10–3–0          |
| 1998   | Oahu Bowl 1998            | Huskies de Washington            | G, 43–25 | Fisher DeBerry (en) | 12–1–0          |
| 2000   | Silicon Valley Bowl 2000  | Bulldogs de Fresno State         | G, 37–34 | Fisher DeBerry (en) | 09–3–0          |
| 2002   | San Francisco Bowl 2002   | Hokies de Virginia Tech          | P, 13–20 | Fisher DeBerry (en) | 08–5–0          |
| 2007   | Armed Forces Bowl 2007    | Golden Bears de la Californie    | P, 36–42 | Troy Calhoun (en)   | 09–4–0          |
| 2008   | Armed Forces Bowl 2008    | Cougars de Houston               | P, 28–34 | Troy Calhoun (en)   | 08–5–0          |
| 2009   | Armed Forces Bowl 2009    | Cougars de Houston               | G, 47–20 | Troy Calhoun (en)   | 08–5–0          |
| 2010   | Independence Bowl 2010    | Yellow Jackets de Georgia Tech   | G, 14–7  | Troy Calhoun (en)   | 09–4–0          |
| 2011   | Military Bowl 2011        | Rockets de Toledo                | P, 41–42 | Troy Calhoun (en)   | 07–6–0          |
| 2012   | Armed Forces Bowl 2012    | Owls de Rice                     | P, 14–33 | Troy Calhoun (en)   | 06–7–0          |
| 2014   | Idaho Potato Bowl 2014    | Broncos de Western Michigan      | G, 38–24 | Troy Calhoun (en)   | 10–3–0          |
| 2015   | Armed Forces Bowl 2015    | Golden Bears de la Californie    | P, 36–55 | Troy Calhoun (en)   | 08–6–0          |
| 2016   | Arizona Bowl 2016         | Jaguars de South Alabama         | G, 45–21 | Troy Calhoun (en)   | 10–3–0          |
| 2019   | Cheez-It Bowl 2019        | Cougars de Washington State      | G, 31–21 | Troy Calhoun (en)   | 11–2–0          |
| 2021   | First Responder Bowl 2021 | Cardinals de Louisville          | G, 31–28 | Troy Calhoun (en)   | 10–3–0          |
| 2022   | Armed Forces Bowl 2022    | Bears de Baylor                  | G, 31–15 | Troy Calhoun (en)   | 10–3–0          |
| 2023   | Armed Forces Bowl 2023    | Dukes de James Madison           | G, 31-21 | Troy Calhoun (en)   | 09–4–0          |

### Entraîneurs
Les Falcons ont connu 7 entraîneurs en 60 années d'existence :
| Saison(s)   | Entraîneur             | Bilan global | %    |
| ----------- | ---------------------- | ------------ | ---- |
| 1955        | Robert V. Whitlow (en) | 4–4–0        | 50,0 |
| 1956–1957   | Buck Shaw (en)         | 9–8–2        | 52,6 |
| 1958–1977   | Ben Martin (en)        | 96–103–9     | 48,3 |
| 1978        | Bill Parcells          | 3–8–0        | 27,3 |
| 1979–1983   | Ken Hatfield (en)      | 26–32–1      | 44,9 |
| 1984–2006   | Fisher DeBerry (en)    | 169–107–1    | 61,2 |
| Depuis 2007 | Troy Calhoun (en)      | 129–82–0     | 61,1 |

### Falcons en NFL
| Draft | Tour | Choix de tour | Choix global | Joueur              | Équipe                        | Poste |
| ----- | ---- | ------------- | ------------ | ------------------- | ----------------------------- | ----- |
| 1971  | 10   | 23            | 257          | Ernie Jennings (en) | 49ers de San Francisco        | WR    |
| 1976  | 16   | 13            | 444          | Dave Lawson         | Giants de New York            | K     |
| 1988  | 11   | 13            | 290          | Chad Hennings (en)  | Cowboys de Dallas             | DT    |
| 1992  | 12   | 24            | 332          | Joe Wood            | Oilers de Houston             | K     |
| 1995  | 7    | 10            | 218          | Steve Russ (en)     | Broncos de Denver             | LB    |
| 1997  | 6    | 15            | 178          | Daniel Palmer       | Chargers de San Diego         | C     |
| 1999  | 7    | 42            | 248          | Bryce Fisher (en)   | Bills de Buffalo              | DE    |
| 2019  | 7    | 36            | 250          | Austin Cutting (en) | Vikings du Minnesota          | LS    |
| 2022  | 6    | 15            | 194          | Jordan Jackson (en) | Saints de La Nouvelle-Orléans | DT    |

### Galerie

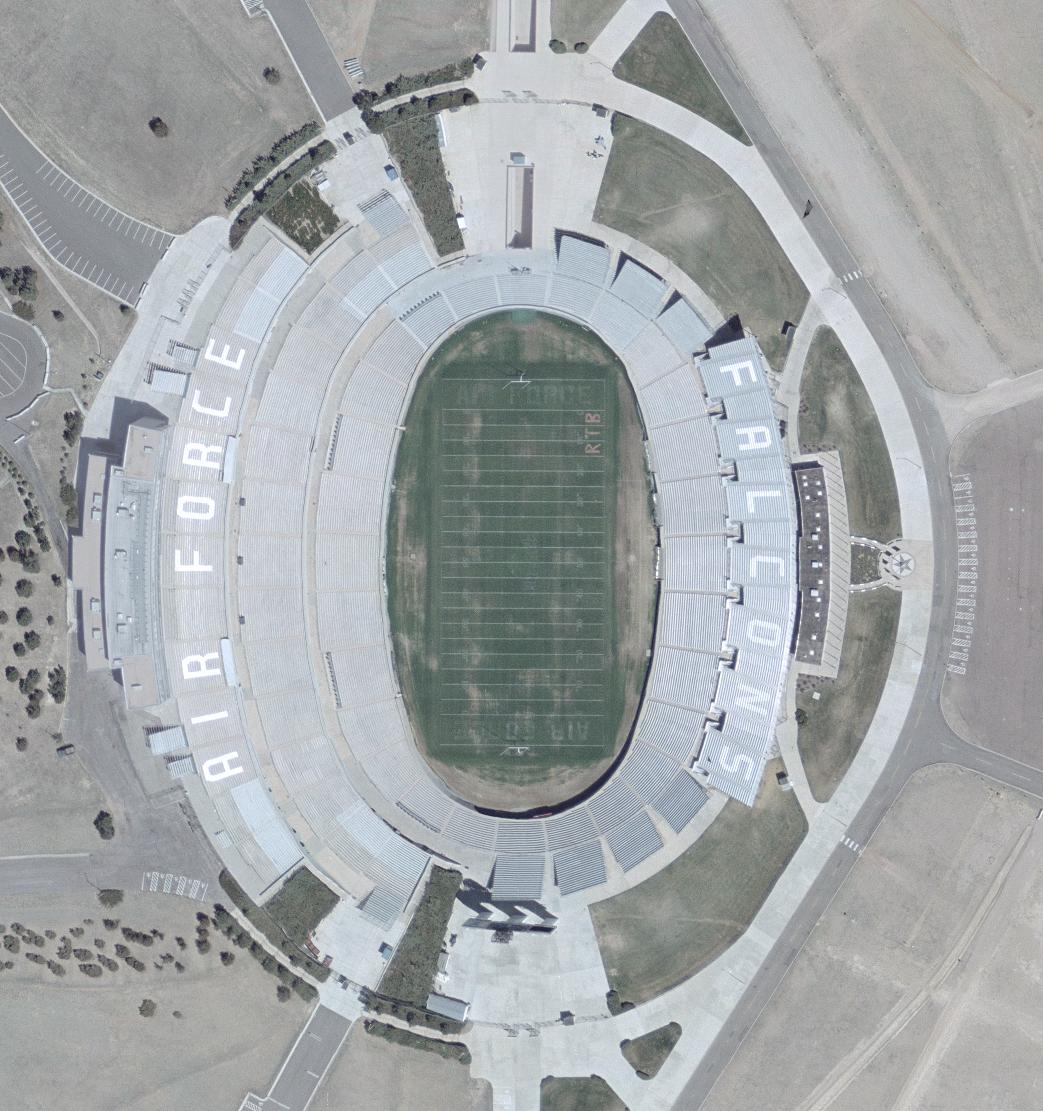
Le stade de football américain
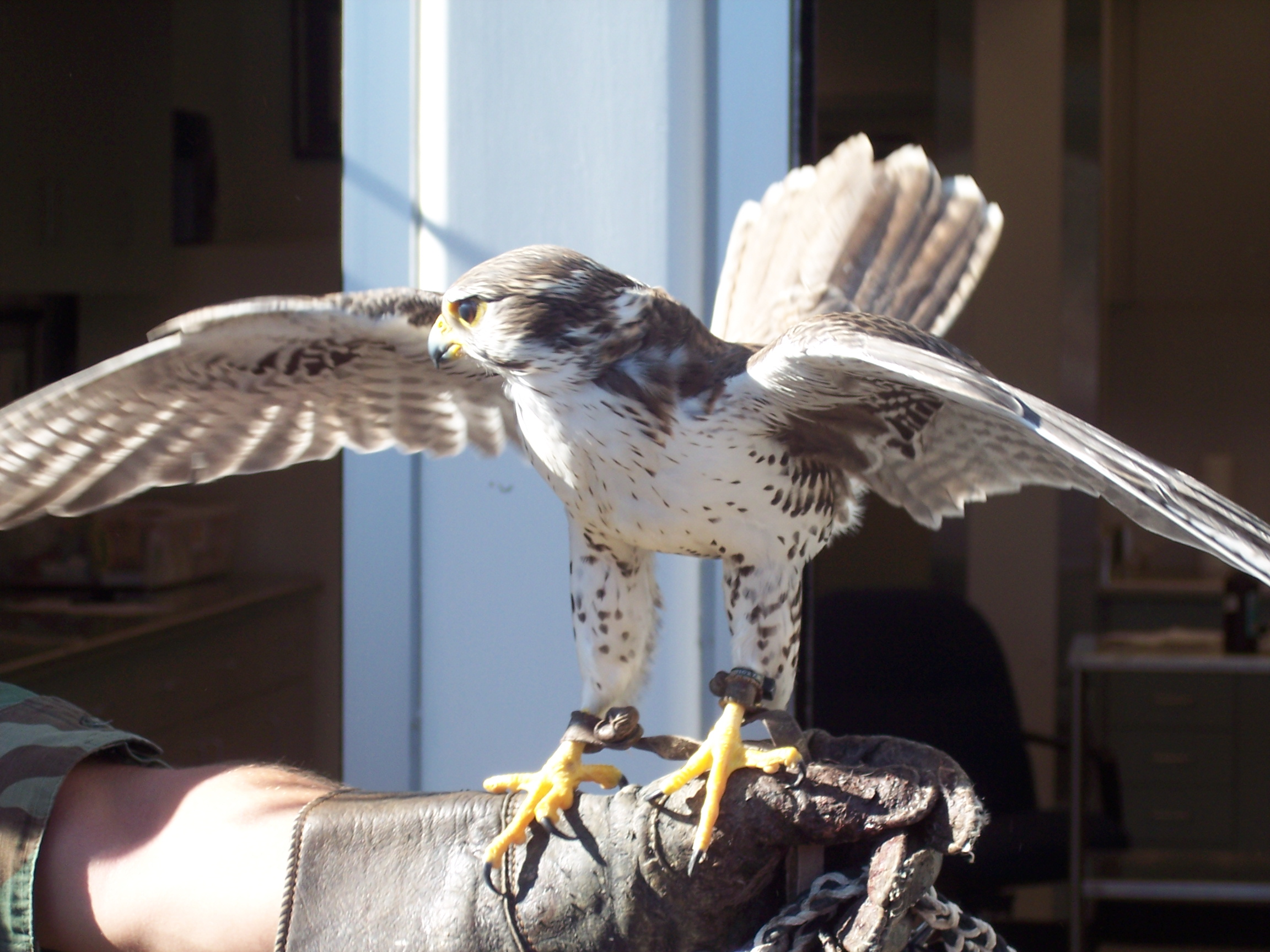
Echo, un des faucons ayant été mascotte de l'Air Force.
Deuxième logo des Falcons.
La fanfare officielle de l'Air Force à l'occasion du match du 1er septembre 2012 contre Idaho State.
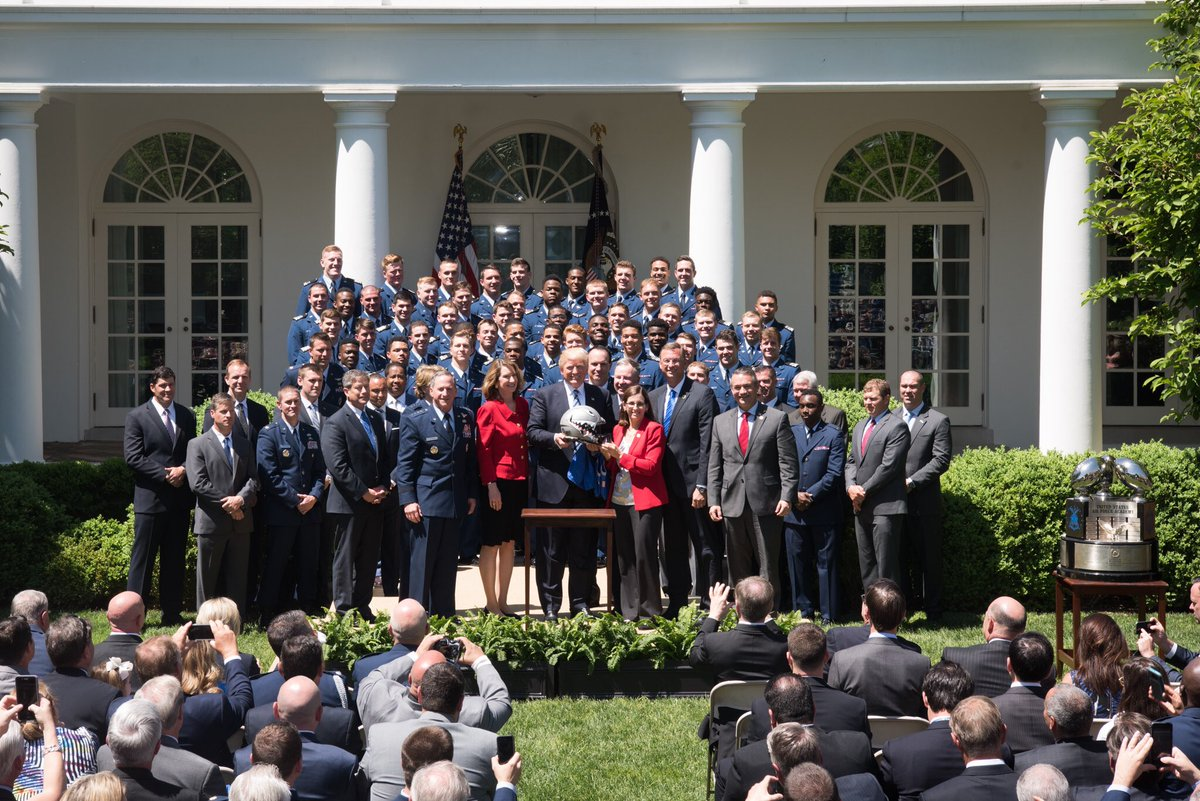
Présentation du Commander in Chief's Trophy remporté en 2016.
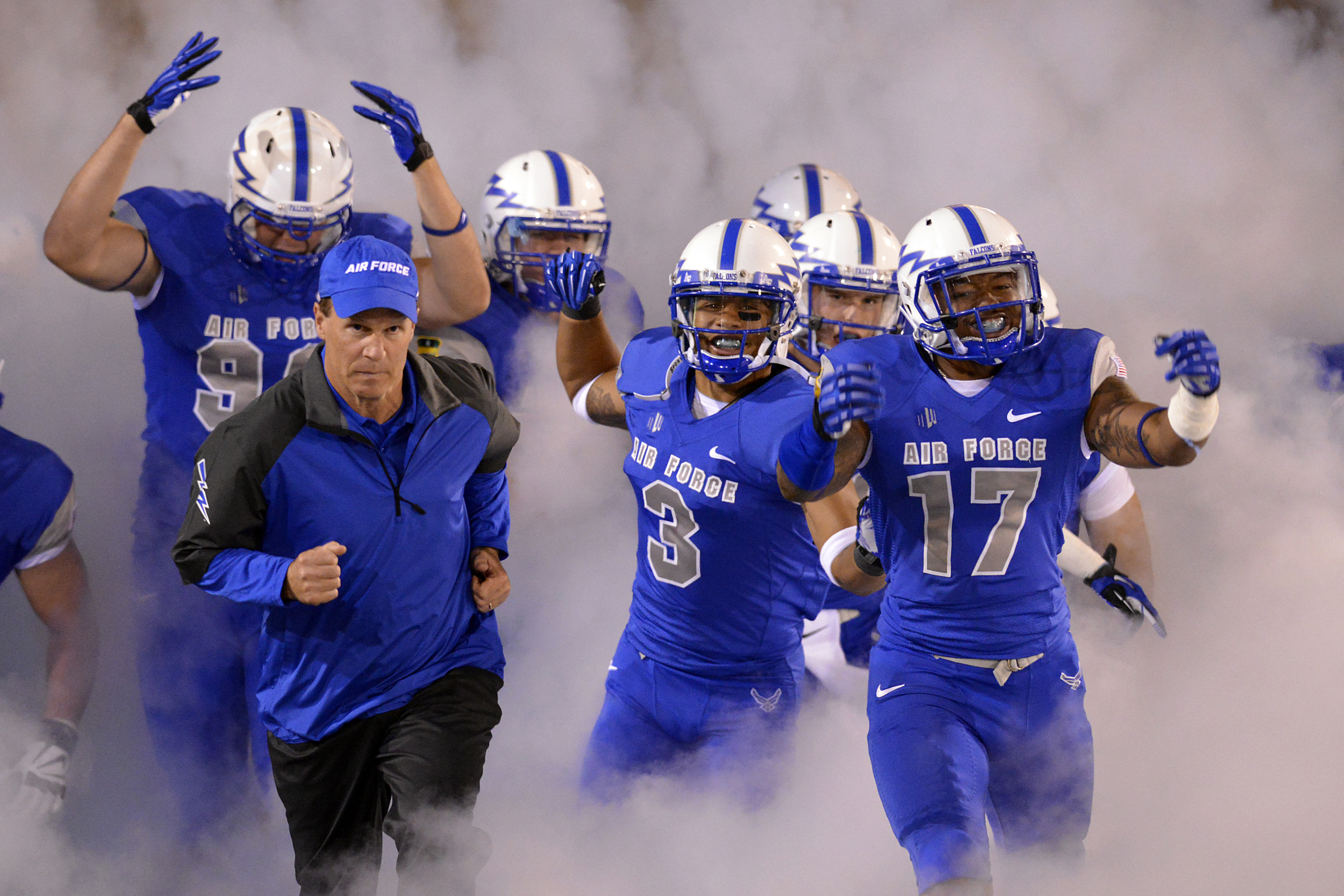
L'entraîneur principal Troy Calhoun (en) (à gauche) avec ses Falcons en entrée de terrain en 2013.

### Rivalités
| Équipe rivale           | Surnom de la rivalité             | Trophée de la rivalité               | Bilan des Falcons | Bilan des Falcons | Bilan des Falcons | Bilan des Falcons | Bilan des Falcons | 1re rencontre | Dernier match |
| ----------------------- | --------------------------------- | ------------------------------------ | ----------------- | ----------------- | ----------------- | ----------------- | ----------------- | ------------- | ------------- |
| Équipe rivale           | Surnom de la rivalité             | Trophée de la rivalité               | Nb.               | V.                | D.                | N.                | %                 | 1re rencontre | Dernier match |
| Black Knights de l'Army | Air Force-Army Game               | Commander in Chief's Trophy          | 59                | 38                | 20                | 1                 | 67,6              | 1959          | 2024          |
| Midshipmen de la Navy   | Air Force-Navy Game               | Commander in Chief's Trophy          | 57                | 34                | 23                | 0                 | 60,7              | 1960          | 2024          |
| Rams de Colorado State  | Rivalité Air Force-Colorado State | Ram-Falcon Trophy (en) (depuis 1980) | 62                | 39                | 22                | 1                 | 64,8              | 1957          | 2024          |

#### Black Knights de l'Army
Les Falcons de l'Air Force ont rencontré les Black Knights de l'Army pour la première fois en 1959. Leur match de rivalité (Air Force-Army Game) a lieu chaque année depuis l'instauration en 1972 du Commander in Chief's Trophy.
La plus large victoire est à l'actif de l'Air Force en 1985 sur le score de 45 à 7 (+38). La plus longue série de victoires consécutives (8) a été réalisée par l'Air Force de 1997 à 2004 (celle de l'Army est de 3 victoires consécutives entre 1976 et 1978). L'Air Force mène les statistiques avec 38 victoires pour 20 à l'Army et 1 nul.

#### Midshipmen de la Navy
Le premier match de rivalité avec les Midshipmen de la Navy a lieu en 1960. Les équipes se rencontrent chaque année depuis la saison 1972.
Leur match de rivalité (Air Force-Navy Game) est généralement programmé au début du mois d'octobre et entre en compte pour l'attribution du Commander in Chief's Trophy.
La plus large victoire est à mettre à l'actif de l'Air Force en 1998 avec un score de 49 à 7 (+42). La plus longe série de victoires consécutives (11) a été réalisée par l'Air Force entre 1982 et 1992, celle de la Navy étant limitée à 7 victoires consécutives entre 2003 et 2009.
En fin de saison 2023, l'Air Force avait remporté 34 des 57 matchs joués.

#### Rams de Colorado State
La rivalité (en) avec les Rams de Colorado State a débuté en 1957. Depuis, les équipes se sont rencontrées chaque année à l'exception des saisons 1959, 1965 1974 et 1977.
Un trophée dénommé « Ram-Falcon Trophy » est mis en jeu depuis la saison 1980. Il s'agit d'une sculpture en bois représentant un face à face entre un bélier et un faucon. La statue est fixée sur un socle plus large autour duquel des plaquettes en bronze reprenant la date et le résultat de chaque match de rivalité. L'ensemble est protégé par un couvercle rectangulaire en plexi glace transparent. En fin de saison 2019, il avait été remporté 25 fois par l'Air Force et 15 fois par Colorado State.
La plus large victoire est à l'actif de l'Air Force en 1963 avec un score de 69 à 0 (+69). La plus longue série de victoires consécutives (7) a été réalisée par l'Air Force à trois reprises, de 1983-1989, 2006-2012 et 2016-2023 (série en cours). Celle de Colorado State est limitée à 5 victoires de 1975 à 1980 et de 1992 à 1996. En fin de saison 2024, l'Air Force mène la série avec 39 victoires pour 22 à Colorado State et 1 nul. L'édition de 2020 a été annulée à la suite de la pandémie de Covid-19.

## Palmarès dans les autres sports
- Basket-ball masculin :
  - Qualifiés pour le tournoi final de la NCAA : 1960, 1962, 2004, 2006 ;
  - Qualifiés pour le tournoi de la National Invitation Tournament (NIT) : 2007 (1/2 finale) ;
  - Champion de la saison régulière de la Mountain West Conference : 2004.

- Basket-ball féminin :
  - Qualifiées pour le tournoi final de la 2e division de la NCAA : 1985, 1990 ;
  - Qualifiées pour le tournoi national de la Association for Intercollegiate Athletics for Women (en) (AIAW) : 1979, 1980.

- Boxe :

Le Air Force Falcons boxing (en) programme de boxe de l'Air Force a été créé en 1980 et a perduré jusqu'en fin de saison 2009. Pendant ces 30 saisons, elle a remporté 18 titres de champion national et a terminé 10 fois à la deuxième place et 2 fois à la troisième place.
- Hockey sur glace masculin :
  - Qualifiés pour le tournoi final de la NCAA : 2007, 2008, 2009, 2011, 2012, 2017, 2018 ;
  - Champions du tournoi final de l'Atlantic Hockey Conference : 2007, 2008, 2009, 2011, 2012, 2017, 2018 ;
  - Champions de la saison régulière de l'Atlantic Hockey Conference : 2008–09, 2011–12.

- Lacrosse :
  - Qualifiés pour les 1/4 de finale du tournoi national de la NCAA : 1971 ;
  - Qualification pour le tournboi final de la NCAA : 1971, 1988, 2014, 2016, 2017 ;
  - Champions du tournoi final de sa Conference : ECAC Lacrosse League en 2014, Southern Conference en 2016 et 2017 ;
  - Champions de la saison régulière de sa Conference : ECAC Lacrosse League en 2014 et Southern Conference en 2016, 2017 et 2019.

- Lutte :
  - Champions par équipe de la Western Athletic Conference : 1 (1991)
  - Champions des Académies militaires : 4 (1998, 2000, 2001, 2002)
  - Champions nationaux NCAA : 1
  - Lutteurs NCAA All-American : 11
  - Champions de la division West de la Western Wrestling Conference : 9
  - Champions de la Western Athletic Conference : 18
  - Champions de la MIWA Champions: 18